# Santana III
Santana III — музичний альбом гурту Santana. Виданий у вересні 1971 року лейблом Columbia. Загальна тривалість композицій становить 41:26. Альбом відносять до напрямку латинський рок. Альбом досягав першої сходинки хіт-параду Billboard 200.

## Список пісень
1. «Batuka» — 3:34
2. «No One to Depend On» — 5:32
3. «Taboo» — 5:34
4. «Toussaint L'Overture» — 5:57
5. «Everybody's Everything» — 3:30
6. «Guajira» — 5:45
7. «Jungle Strut» — 5:23
8. «Everything's Coming Our Way» — 3:15
9. «Para Los Rumberos» — 2:56

## Чарти
| Чарт (1971-1972)                             | Найвища позиція |
| -------------------------------------------- | --------------- |
| Australian Albums (Kent Music Report)        | 4               |
| Канада Canada Top Albums/CDs (RPM)           | 1               |
| Нідерланди Dutch Albums (MegaCharts)         | 3               |
| Finnish Albums (The Official Finnish Charts) | 2               |
| Німеччина German Albums (Offizielle Top 100) | 6               |
| Japanese Albums (Oricon)                     | 4               |
| Норвегія Norwegian Albums (VG-lista)         | 3               |
| Велика Британія UK Albums (OCC)              | 6               |
| США Billboard 200                            | 1               |

| Чарт (1972)                        | Позиція |
| ---------------------------------- | ------- |
| German Albums (Offizielle Top 100) | 16      |

## Сертифікації
| Регіон                                             | Сертифікація  | Продажі    |
| -------------------------------------------------- | ------------- | ---------- |
| США (RIAA)                                         | 2× Платиновий | 2 000 000^ |
| ^відвантаження, що базуються лише на сертифікаціях |               |            |